# Кампу-Ларгу-ду-Пиауи

Кампу-Ларгу-ду-Пиауи на карте штата.

Кампу-Ларгу-ду-Пиауи (порт. Campo Largo do Piauí) — муниципалитет в Бразилии, входит в штат Пиауи. Составная часть мезорегиона Север штата Пиауи. Входит в экономико-статистический микрорегион Байшу-Парнаиба-Пиауиенси. Население составляет 6803 человека на 2010 год. Занимает площадь 477,794 км². Плотность населения — 14,24 чел./км².

## Демография
Согласно сведениям, собранным в ходе переписи 2010 г. Национальным институтом географии и статистики (IBGE), население муниципалитета составляет:
| Полное население                               | Полное население                               | Полное население                               | Полное население                               | 6803  |
| ---------------------------------------------- | ---------------------------------------------- | ---------------------------------------------- | ---------------------------------------------- | ----- |
| в том числе:                                   | Городское население                            | 1430                                           | Процент городского населения, %                | 21,02 |
|                                                | Сельское население                             | 5373                                           | Процент сельского населения, %                 | 78,98 |
|                                                | Мужское население                              | 3466                                           | Процент мужского населения, %                  | 50,95 |
|                                                | Женское население                              | 3337                                           | Процент женского населения, %                  | 49,05 |
| Плотность населения, чел/км²                   | Плотность населения, чел/км²                   | Плотность населения, чел/км²                   | Плотность населения, чел/км²                   | 14,24 |
| Население муниципалитета в % к населению штата | Население муниципалитета в % к населению штата | Население муниципалитета в % к населению штата | Население муниципалитета в % к населению штата | 0,22  |

По данным оценки 2016 года, население муниципалитета составляет 7094 жителя.

## История
Город основан в 1997 году.

## Статистика
- Валовой внутренний продукт на 2003 год составляет 7 310 048 реалов (данные: Бразильский институт географии и статистики).
- Валовой внутренний продукт на душу населения на 2003 год составляет 1195,23 реалов (данные: Бразильский институт географии и статистики).
- Индекс развития человеческого потенциала на 2000 год составляет 0,51 (данные: Программа развития ООН).